# Okser
Bovinae (okser) er en underfamilie af skedehornede dyr, der har hove delt i klove og hvor som regel mindst et af kønnene har ægte horn. Det evolutionære forhold mellem medlemmerne af gruppen er uklar, og deres klassificering i løse stammer snarere end formelle undergrupper afspejler denne usikkerhed. I de fleste lande anvendes kvæg som en fødevare. Kvæg spises næsten overalt, undtagen i visse dele af Indien og Nepal, hvor kvæg anses for hellige af hinduer.

## Eksempler på arter
Bovinae, på dansk: okser, er en forskelligartet gruppe på cirka 10 slægter af mellemstore til store og mellemstore hovdyr. Eksempler på arter er:
- tamkvæg
- amerikansk bison
- afrikansk bøffel
- vandbøffel
- yakokse

## Systematik
De nulevende arter i underfamilien Bovinae samles i 9 slægter, der igen samles i tre tribusser:
- Tribus Boselaphini (okseantiloper)
  - Slægt Tetracerus (1 art, firhornsantilope)
  - Slægt Boselaphus (1 art, nilghai-antilope)
- Tribus Bovini
  - Slægt Syncerus (1 art, afrikansk bøffel)
  - Slægt Psudoryx (1 art, saola)
  - Slægt Bos (egentlige okser, fx tamkvæg...)
  - Slægt Bubalus (bøfler, fx asiatisk vandbøffel...)
  - Slægt Bison (bisoner, fx amerikansk bison...)
- Tribus Strepsicerotini (skruehornede okser)
  - Slægt Tragelaphus (fx bongo...)
  - Slægt Taurotragus (to arter, elsdyrantilope og kæmpeelsdyrantilope (kæmpeeland))